# نرتلیک (کارولینای جنوبی)
نرتلیک(به انگلیسی: Northlake) شهری در ایالت کارولینای جنوبی کشور ایالات متحده آمریکا است که جمعیت آن در سرشماری سال ۲۰۱۰ میلادی، ۳٬۷۴۵ نفر بوده‌است.